# گمینا اوستکا
گمینا اوستکا (به لهستانی:  Gmina Ustka) یک گمینا در لهستان است که در شهرستان سووپسک واقع شده‌است. گمینا اوستکا ۲۱۸٫۱ کیلومتر مربع مساحت و ۷٬۳۳۵ نفر جمعیت دارد.